# Ота II Чёрный
Ота (Оттон) II Чёрный (чеш. Ota II. Černý; ок. 1085 — 18 февраля 1126) — князь Оломоуцкий в 1091—1110 и 1113—1126 годах, князь Брненский с 1123 года, младший сын оломоуцкого князя Оты I Красивого и Людмилы (Евфемии) Венгерской.

## Биография
Ота родился около 1085 года. В 1086 или 1087 году умер оломоуцкий князь Ота I. Его сыновья Святополк и Ота в это время были ещё малы. Вдова Оты I, Евфемия Венгерская, чтобы защитить права сыновей на отцовские владения, попросила о заступничестве брненского князя Конрада, а не его брата, короля Вратислава II. Король же воспользовался этим, чтобы отдать Оломоуцкое княжество своему сыну Болеславу.
В 1091 году Болеслав неожиданно умер, после чего Вратислав вторгся в Моравию. Но в 1092 году против него выступил оскорбленный Здерадом сын — Бржетислав (II). При посредничестве жены Конрада Брненского Вратислав заключил мир с братьями. Вероятно после этого, в 1091/1092 году, Святополк и Ота получили отцовское наследство, но полнота власти была у их матери, Евфемии. Вероятно, их самостоятельное правление началось около 1095 года.
В 1105 году брат Оты Святополк воспользовался тем, что новый император Священной Римской империи Генрих V, в отличие от отца, не поддерживал князя Чехии Борживоя II, и восстал. При этом Святополку удалось перетянуть на свою сторону большую часть чешской знати. Поход Святополка против Борживоя окончился неудачей, в результате чего он был вынужден бежать из страны.
Однако вскоре Святополку удалось перетянуть на свою сторону младшего брата Борживоя Владислава, который обязался не поддерживать чешского князя. В итоге после нового похода Святополка в 1107 году Борживой был вынужден бежать из Чехии, а Святополк стал новым чешским князем.
Ота поддерживал брата в его начинаниях. Именно его Святополк оставил правителем Чехии вместо себя, когда император Генрих V, которому Борживой дал богатое приношение, вызвал нового чешского князя к себе на суд. Там он велел его заключить под стражу. Однако Борживою не удалось воспользоваться этим. Когда он с помощью своего родственника, Випрехта Гройчского, собрал армию и выступил в поход на Чехию, ему преградила путь армия Оты Чёрного. Вскоре Святополк, посулив императору большую сумму, чем Борживой, смог получить свободу и вернулся в Чехию, а Борживой был вынужден бежать в Польшу, где его принял князь Болеслав III Кривоустый.
В 1109 году Святополк вместе с императором Генрихом V вторгся в Силезию. Там, во время осады Глогува, Святополка убил неизвестный. На освободившийся престол оказалось сразу несколько претендентов. Одним из них стал Ота, но права предъявили также Борживой II и его брат Владислав. Для решения спора чешская знать обратилась к императору Генриху V, который утвердил князем Владислава. Ота был вынужден признать выбор императора.
Однако Борживой, брат Владислава, не успокоился. Воспользовавшись тем, что Владислав отбыл из Чехии в Бамберг, ко двору императора, в союзе с Випрехтом II Гройчским, пославшим к нему на помощь своего сына Випрехта III, захватил Пражский замок. В итоге разгорелась междоусобная война, в которой на сторону Владислава стал Ота Оломоуцкий.
Войну остановило только вмешательство императора Генриха V, прибывшего в Чехию, чтобы рассудить спор. Император велел схватить Борживоя и Випрехта III, заключив их в замок Хаммерштейн на Рейне.
Однако уже в 1110 году Ота поссорился с Владиславом, который лишил его удела и отправил в заключение, и выпустил только в 1113 году. После этого Ота оставался верным союзником Владислава. Их союз укрепило то, что Ота женился на родной сестре Риксы фон Берг, жены Владислава. В 1123 году Владислав передал Оте под управление ещё и Брненское княжество.
В последние году правления Владислав серьёзно заболел и сделал своим наследником Оту. Однако это не устроило Собеслава, брата Владислава. В итоге Сватава, мать Владислава и Собеслава, помирила братьев, после чего Владислав признал своим наследником Собеслава.

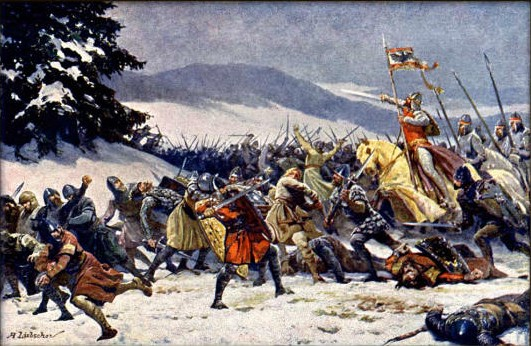
Адольф Либишер. Битва при Хлумце, в которой погиб Ота II Чёрный

Владислав умер 12 апреля 1125 года. На чешский престол сразу же вступил Собеслав. Однако права предъявил также Ота.
В том же году умер император Генрих V. Новым правителем Священной Римской империи был выбран герцог Саксонии Лотарь II Супплинбургский. К нему и обратился за помощью Ота Чёрный. Лотарь счёл, что просьба Оты служит удобным предлогом для вмешательства в дела Чешского княжества. Он вызвал на свой суд Собеслава, объявив, что даст ему право на владение Чехией как леном Священной Римской империи. Однако это не устроило Собеслава, который отказался ехать в Германию. Кроме того, он вторгся в Моравию и подчинил владения Оты, выгнав его. Попытка Лотаря вторгнуться в Чехию окончилась неудачей: его армия была разбита в битве при Хлумце, причём погибло много саксонских и тюрингских рыцарей. Среди погибших был и Ота Чёрный, присоединившийся к армии Лотаря.
Единственный сын Оты в это время был ещё мал. Он смог получить отцовское наследство только после смерти Собеслава в 1140 году.

## Брак и дети
Жена: после 1113 София фон Берг (ум. 31 мая ок. 1126), дочь Генриха I фон Берг и Адельгейды фон Мохенталь. Дети:
- Евфемия (1115 — ?); муж: с 23 декабря 1143/6 января 1144 Святополк Мстиславич (ум. 20 февраля 1154), князь полоцкий 1132, псковский 1138—1148, берестейский 1140, новгородский 1132, 1138, 1142—1148, луцкий 1150—1151, 1151—1152 и волынский 1149, 1151—1154
- Ота III Детлеб (1122 — 12 мая 1160), князь Оломоуцкий с 1140
- Сватоплук (ум. после 1146)